# Aphthonoides schereri
Aphthonoides schereri es un coleóptero de la familia Chrysomelidae.
Fue descrita científicamente por primera vez en 1991 por Doberl.